# Jörgen Mårtensson

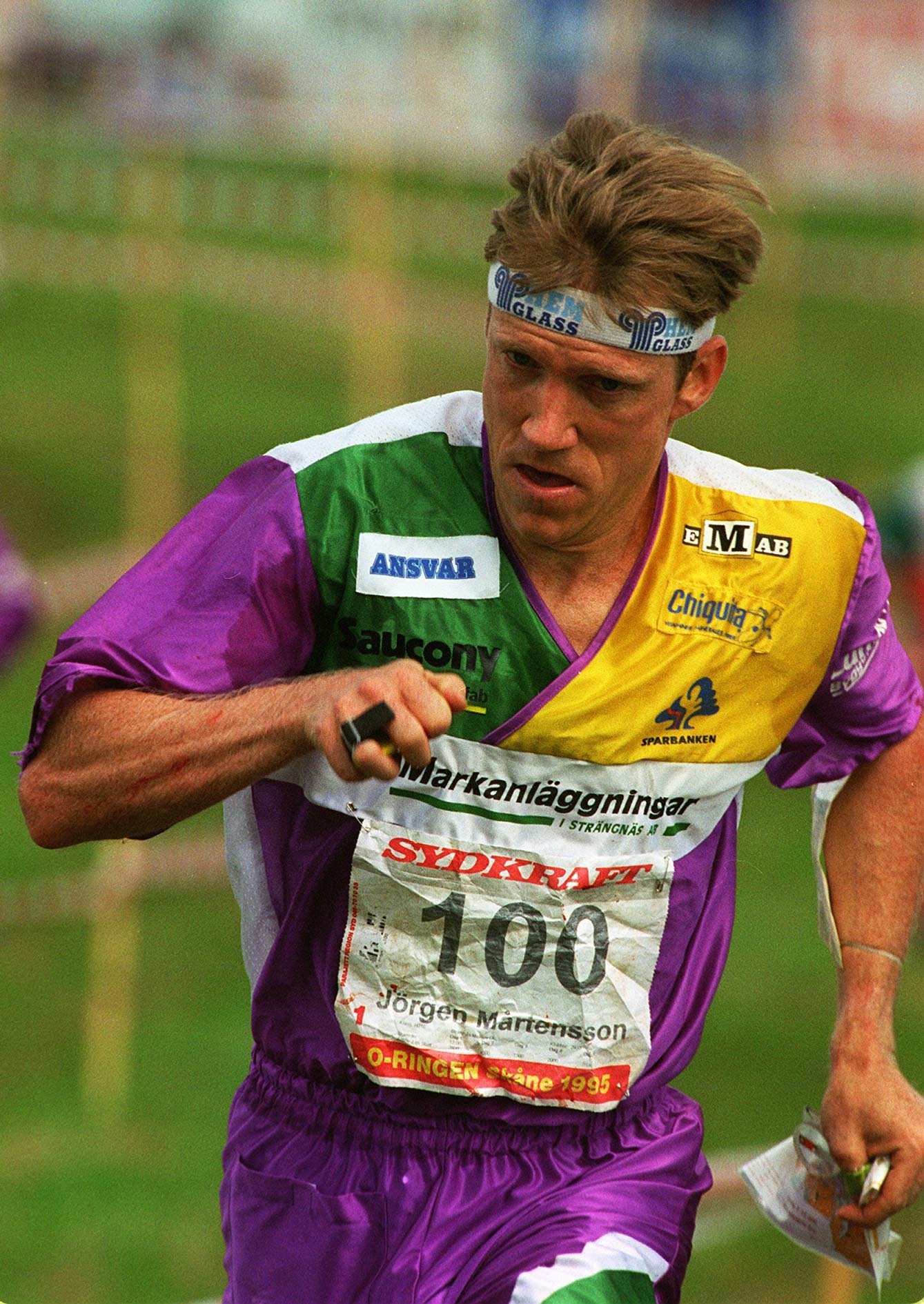
Mårtensson in actie bij de O-Ringen in 1995

Jörgen Mårtensson (4 december 1959) is een gepensioneerde Zweedse oriëntatieloper die nu in Noorwegen woont. 
Mårtensson won tweemaal goud op het wereldkampioenschap oriëntatielopen. Hij is een van de meest succesvolle Zweedse oriëntatielopers aller tijden. Hij werd ook een van de bekendste Zweedse oriëntatielopers na het winnen van het Zweeds kampioenschap tijdens de marathon van Stockholm in 1993.

## Resultaten
Wereldkampioenschap oriëntatielopen
- Gouden medailles (2)
  - 1991 - lange afstand - Marianske Lazne, Tsjechoslowakije
  - 1995 - lange afstand - Detmold, Duitsland
- Zilveren medaille (5) 
  - 1981 - estafette - Thun, Zwitserland
  - 1985 - estafette - Bendigo, Australië
  - 1989 - estafette - Skaraborg, Zweden
  - 1993 - lange afstand - West Point, USA
  - 1995 - korte afstand - Detmold, Duitsland
  - 1997 - lange afstand - Grimstad, Noorwegen
- Bronzen medailles (2) 
  - 1987 - estafette - Gérardmer, Frankrijk
  - 1995 - estafette - Detmold, Duitsland

World Cup Oriëntatielopen
- 4 individuele World cup zeges
- Tweede totaal World cup
  - 1988
  - 1996

Masters Wereldkampioenschap Oriëntatielopen
- Gouden medaille (1)
  - 2004 - M45 - Asiago, Italië
- Zilveren medailles (2) 
  - 2005 - M45 - Edmonton, Canada
  - 2006 - M45 - Wiener Neustadt, Oostenrijk